# Портрет пані Гійєме
«Портрет пані Гієме» — підготовчий малюнок олівцем до портрета пані Гієме пастеллю роботи французького художника Едуара Мане, намальований у 1880 р. Зберігається в музеї Ермітаж.

## Звертання до портретного жанру
Ще на початковому етапі власної художньої кар'єри Едуар Мане звернувся до створення портретів. Як художник-початківець він був примушений доводити оточенню, що гідний поваги, що не марно витрачав батьківські гроші на навчання в майстерні Тома Кутюра. Тим паче, що майстерня Кутюра була неподалік від будинку родини Мане.
Найгіршим було невизнання в батьківській родині. Батько, Огюст Мане, дотримувався традиційних уявлень про порядність, шляхетність і доцільність поведінки сина. Огюст не схвалював фаховий вибір сина, художник для нього не був гідним уваги й пошани мсьє. Це батько обмежено давав гроші на утримання сина, а Мане страждав від фінансової залежності, перебуваючи в дорослому віці в Парижі, повному задоволень за гроші. Це батько став у заваді, коли син надумав одружитися з Сюзанною Ленгофф, а шлюб з нею вважав небажаним і непотрібним для їх родини мезальянсом. Нестримний в почуттях Едуард Мане став батьком позашлюбної дитини, а через спротив Огюста не міг визнати навіть свого батьківства.
Аби довести батьківській родині зростання його художньої майстерності, він створив портрет батьків і навіть подав його в Паризький салон на виставку.
Декілька цікавих портретів він створив і в 1880-ті роки, коли набув скандальної популярності бунтівника, несхожого ні на кого з паризьких художників. Але молодість була позаду. Тепер він вже був у пазурах невиліковної хвороби і відчував загрозу. Обмаль сил примушувала поспішати і поряд з довготривалою технікою олійними фарбами все частіше Мане звертався до швидкої техніки пастелі. Останньою великою картиною олійними фарбами у Мане стала композиція «Бар «Фолі-Бержер»», що закінчена на початку 1882 року.
Завжди небайдужий до жіночої краси і жіночої прихильності, в 1880 році він створив низку жіночих портретів пастелями. Серед них:
- «Сюзетта Лемер»
- «Портрет невідомої» з оголеними грудьми (Музей історії мистецтв, Відень)
- «Портрет пані Гієме», (Художній музей (Сент-Луїс), США

Пані Гієме належала до родичів родини Мане, тому ніякої сміливості (як в портреті невідомої з оголеними грудьми) в її портреті не могло бути з міркувань добропорядності. Композиційно Едуар Мане часто подавав жіночі портрети повернуті в профіль ліворуч. Серед них і найкращий пастельний портрет «Невідомої на лавці», виконаний ще 1879 року. Ці жіночі портрети — повна протилежність непривабливим, майже гротескним портретам чоловіків на кшталт незграбного Джорджа Мура. Митця надзвичайно приваблювали жіноча молодість чи дівоча тендітність і без глибокого проникнення в їх психологію. А використання пастельної техніки зберігало і свіжість враження, і тендітність обраних моделей. Все це притаманно і пастельному «Портрету пані Гієме», що потрапив у США.

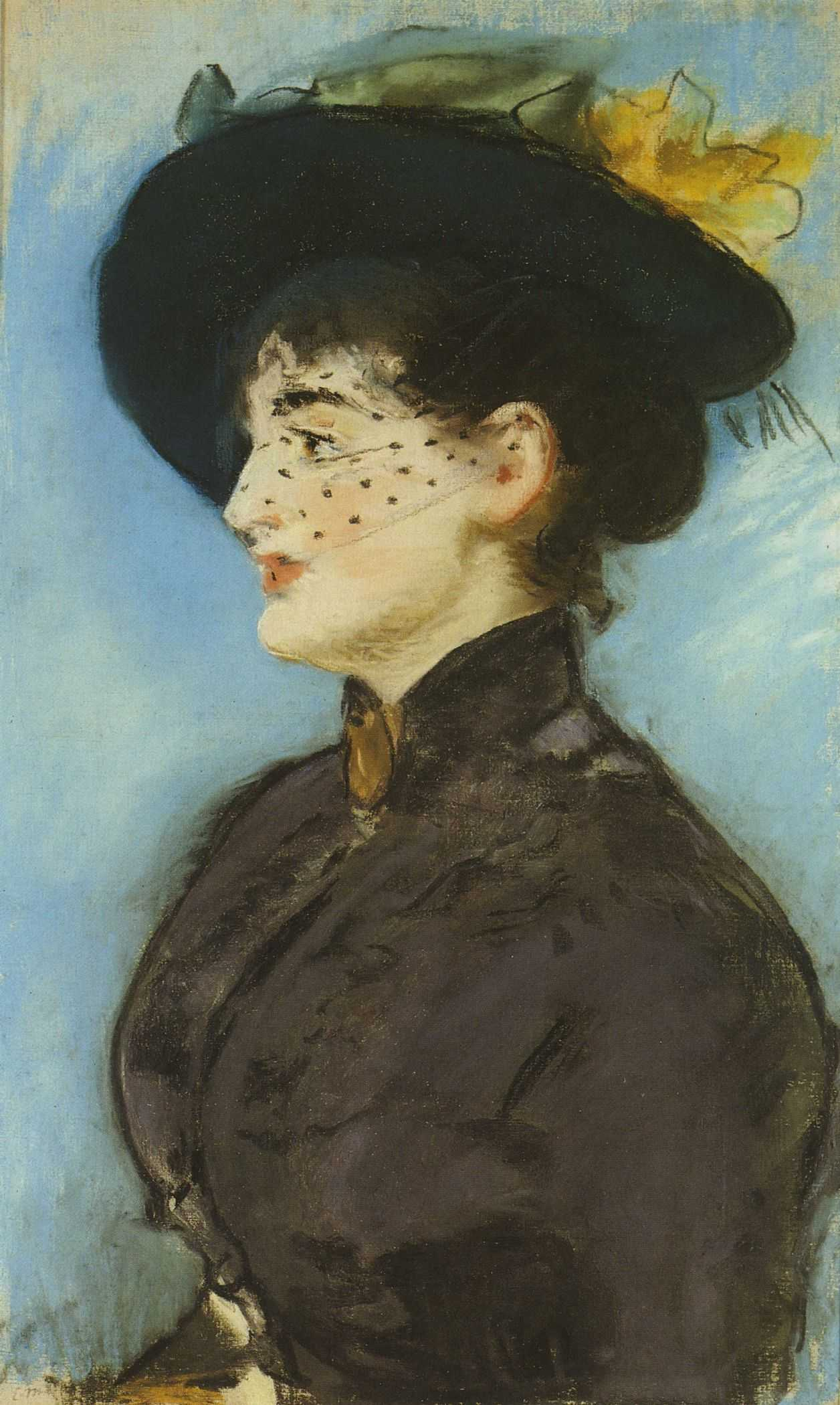
«Ірма Брюннер», після 1880 р., приватна збірка
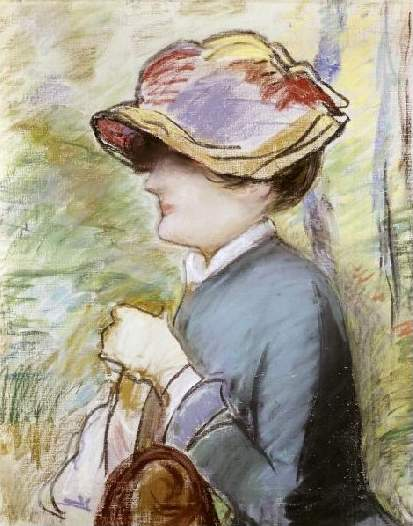
«Молода пані в профіль», початок 1880-х, приватна збірка
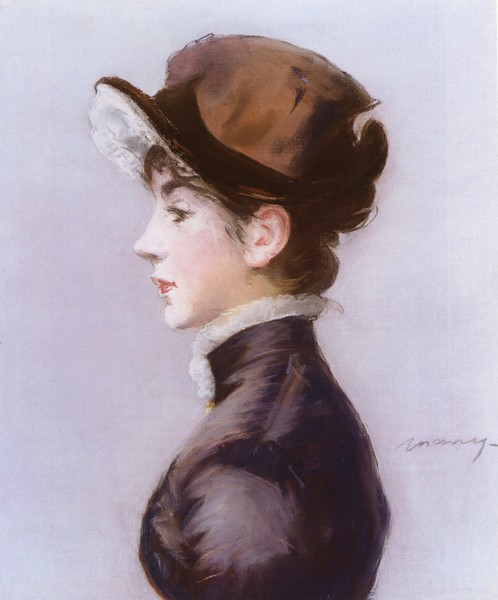
«Сюзетта Лемер», 1881, приватна збірка

## Малюнок з портретом пані Гієме
Але готовому портрету передував підготовчий малюнок. Композиційно Едуар Мане нічого не вигадував, тому і подав пані Гієме у профіль ліворуч. Малюнок теж зберіг спритність, з якою працював художник. Він працював як снайпер, швидко окреслив межі обличчя, на малюнку залишені первісні павутинні начерки. І потім швидко намалював обличчя, використавши усі можливості тонких і вкрай товстих ліній в пізній, артистично розкутій манері.
Портрет-малюнок виконаний на папері верже. Ермітаж довгий час не мав у власних збірках живопису Едуара Мане. Тому його мистецтво репрезентували тільки офорти та єдиний малюнок-шедевр митця на теренах СРСР, що був окрасою відділу малюнків.